# Glyptobasis spinicornis
Glyptobasis spinicornis is een insect uit de familie van de vlinderhaften (Ascalaphidae), die tot de orde netvleugeligen (Neuroptera) behoort. 
Glyptobasis spinicornis is voor het eerst wetenschappelijk beschreven door Van der Weele in 1909.